# Lueddemannia
Lueddemannia es un género de orquídeas perteneciente a la subfamilia Epidendroideae dentro de la familia Orchidaceae. Tiene tres especies. Es nativa de Venezuela, Colombia, Ecuador y Perú.

## Características
Las plantas de este género tienen muchas inflorescencias, dos y tres polinias y el labelo trilobulado.

## Etimología
El género fue nombrado en honor de Lueddemann recolector de orquídeas francés.

## Especies deLueddemannia
- Lueddemannia dalessandroi  (Dodson) G.Gerlach & M.H.Weber  (2006)
- Lueddemannia pescatorei  (Lindl.) Linden & Rchb.f.  (1854) - especie tipo -
- Lueddemannia striata  G.Gerlach & M.H.Weber  (2006)